# Bítouchov (Veselá)
Bítouchov (německy Bitauchow) je osada, část obce Veselá v okrese Semily. Nachází se asi 2,5 kilometru jihozápadně od Veselé.
Bítouchov leží v katastrálním území Bítouchov u Veselé o rozloze 0,21 km².

## Historie
První písemná zmínka o vesnici pochází z roku 1431.

## Fotogalerie

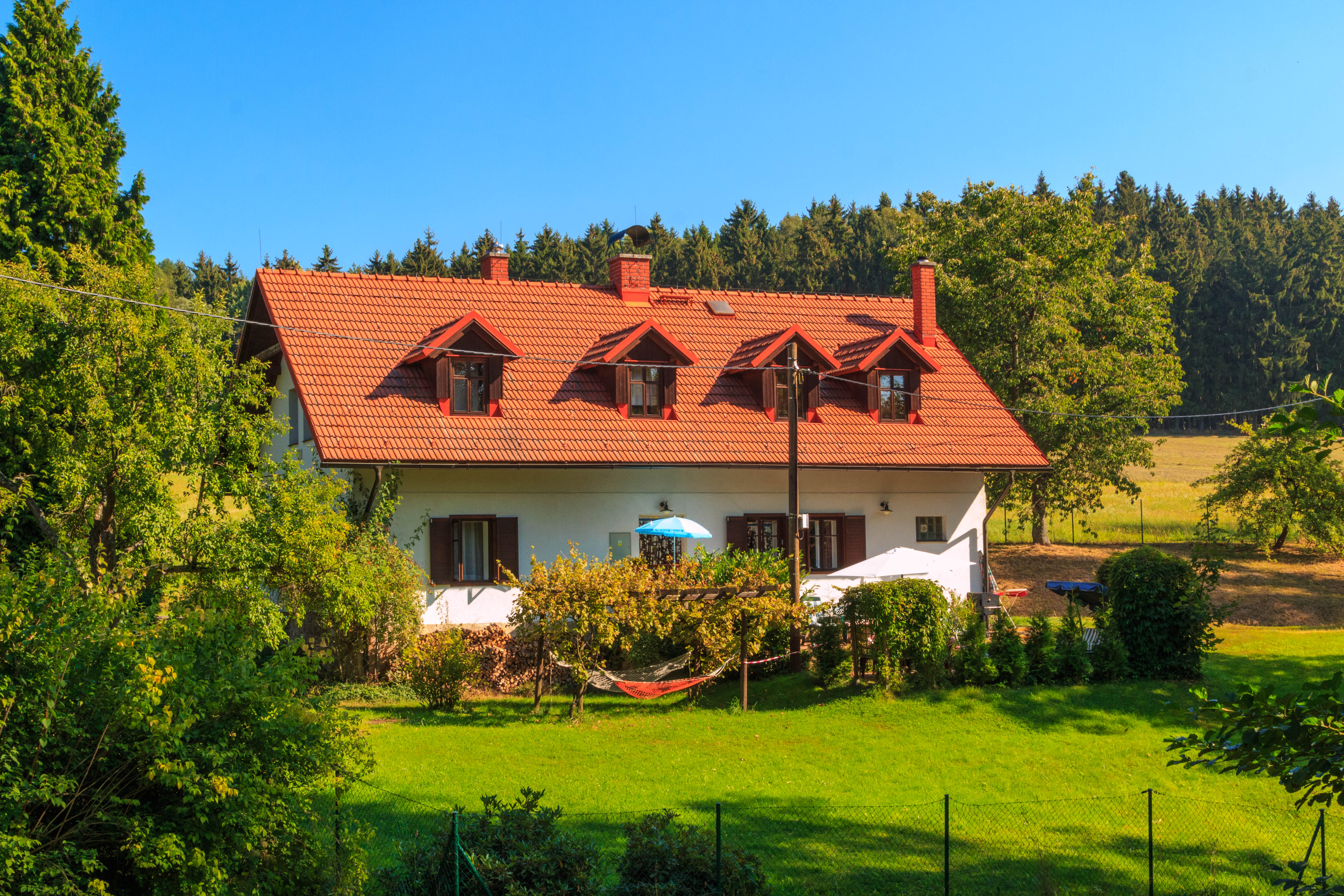
Dům čp. 2
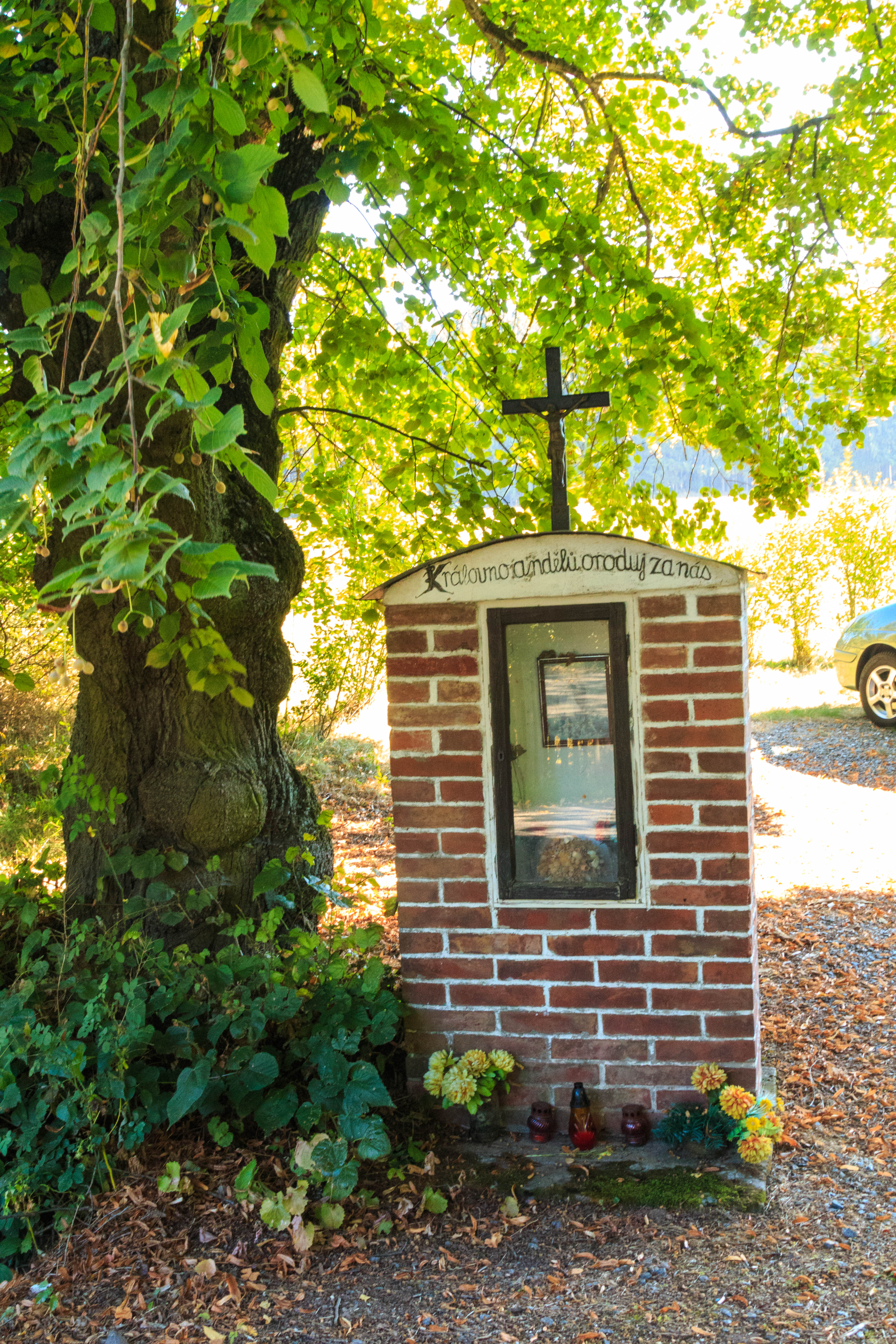
Výklenková kaplička
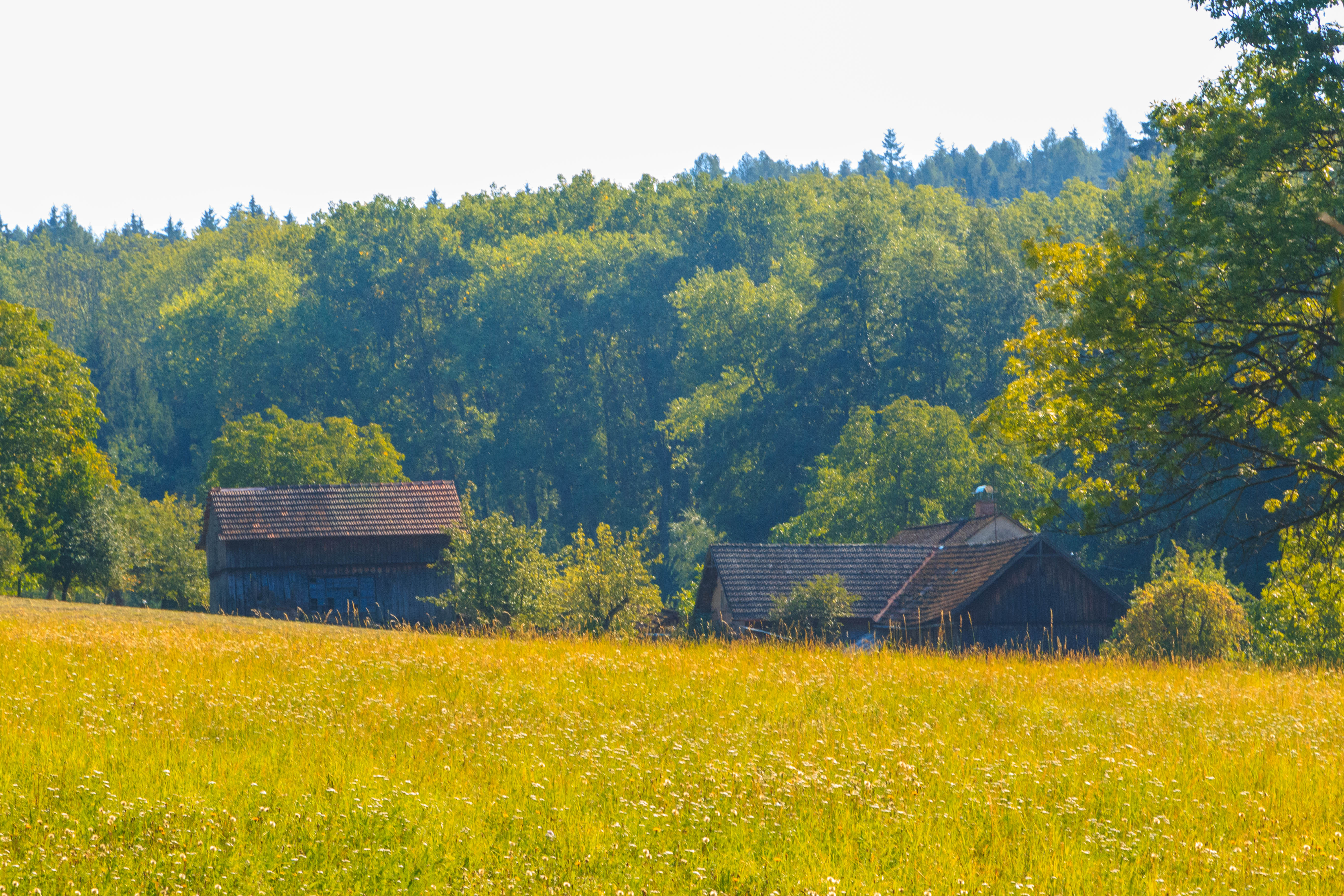
Dům čp. 1